# Emanuelle et les Derniers Cannibales
Série Black Emanuelle
Emanuelle autour du monde
(1977) Emanuelle et les filles de madame Claude
(1978)
Pour plus de détails, voir Fiche technique et Distribution.
Emanuelle et les Derniers Cannibales (Emanuelle e gli ultimi cannibali) est un film italien réalisé par Joe D'Amato, sorti en 1977.

## Synopsis
Au cours d'un reportage qu'elle effectue dans un asile d'aliénés, une jeune journaliste (Emanuelle) découvre un cas troublant de cannibalisme sur une jeune fille retrouvée dans la forêt amazonienne. Elle convainc le jeune ethnologue Marc Lester de monter une expédition. Se joignent à eux une sœur (Angela), une jeune fille de seize ans (Isabelle) et un guide indigène. Ils rencontrent un chasseur (Donald Mackenzie) et sa femme Peggy qui recherchent un avion perdu contenant des diamants. La petite troupe est attaquée par les Indiens. Sœur Angela est dévorée, Donald et Peggy horriblement torturés, Isabelle est violée par l'ensemble des hommes de la tribu. Seuls Emmanuelle, Isabelle et Marc s'échapperont vers la civilisation.

## Fiche technique
- Titre français : Emanuelle et les derniers cannibales ou Emmanuelle Prisonnière des cannibales ou Viol sous les tropiques ou Emanuelle chez les cannibales
- Titre original italien : Emanuelle e gli ultimi cannibali
- Réalisation : Joe D'Amato
- Scénario : Joe D'Amato et Romano Scandariato
- Production : Gianfranco Couyoumdjian
- Musique : Nico Fidenco
- Photographie : Joe D'Amato
- Montage : Alberto Moriani
- Direction artistique : Carlo Ferri
- Costumes : Silvana Scandariato
- Pays d'origine : Italie
- Format : Couleurs - 1,85:1 - Mono - 35 mm
- Genre : Aventure, horreur, gore
- Durée : 93 minutes (1 h 33)
- Dates de sortie : 21 octobre 1977 (Italie), 6 septembre 1978 (France)
- Public : Interdit aux moins de 18 ans lors de sa sortie en salle en France, actuellement interdit aux moins de 16 ans

## Distribution
- Laura Gemser : Emanuelle

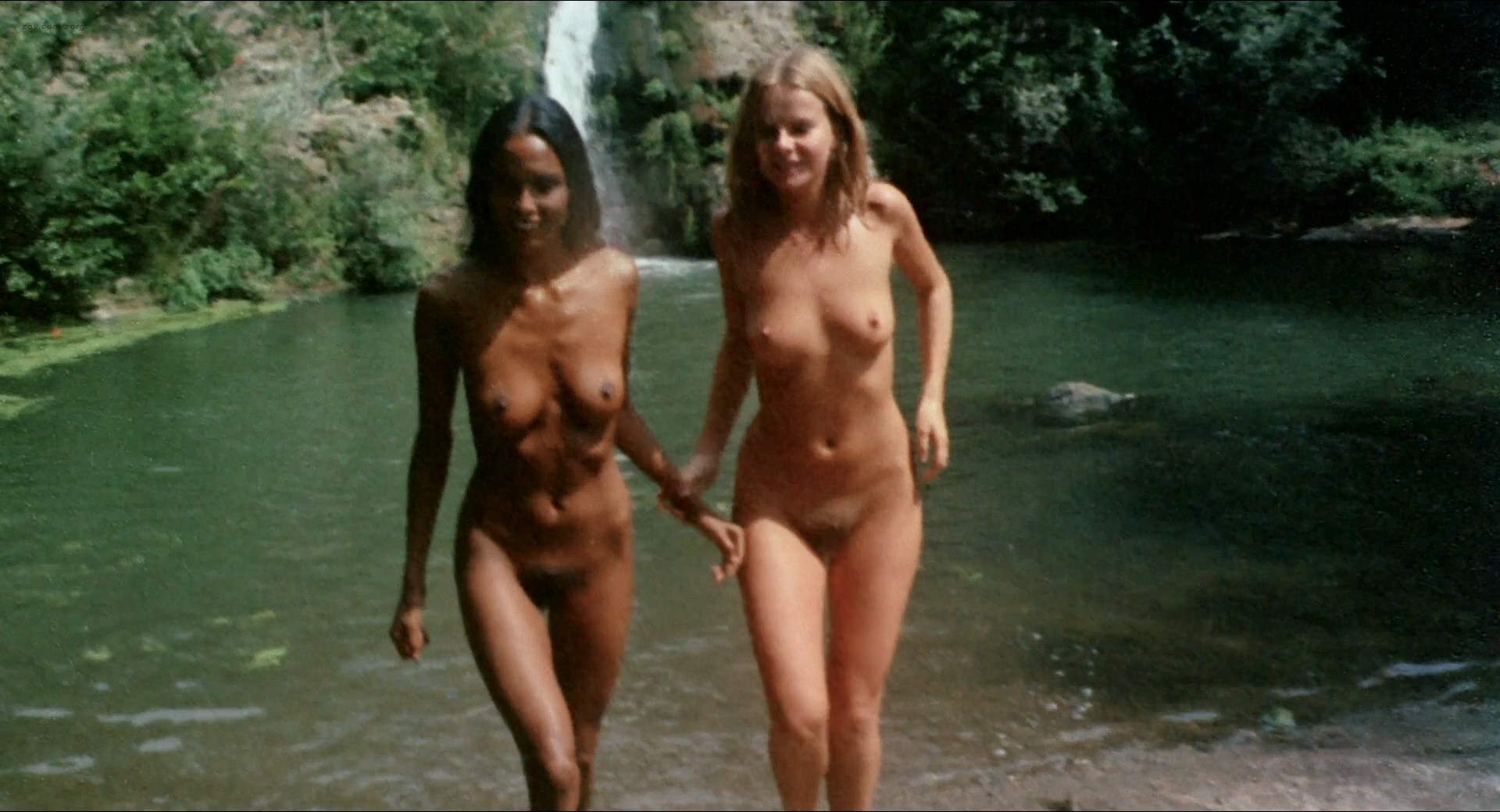
Laura Gemser et Monica Zanchi dans le film.

- Gabriele Tinti : le professeur Mark Lester
- Nieves Navarro : Maggie McKenzie
- Donald O'Brien : Donald McKenzie
- Percy Hogan : Salvadore
- Monica Zanchi : Isabelle Wilkes
- Annamaria Clementi : sœur Angela
- Geoffrey Copleston : Wilkes
- Dirce Funari :

## Autour du film
- Bien que l'action du film se situe à Tapurucuara, dans l'État de l'Amazonas, au Brésil, le tournage n'a jamais eu lieu en Amérique du Sud, mais s'est déroulé à Latina, en Italie, ainsi qu'à New York et en studio à Rome.
- La chanson Make Love on the Wing est interprétée par Ulla Linder.
- Laura Gemser et Gabriele Tinti, qui s'étaient mariés en 1976, ont tourné ensemble dans plus d'une vingtaine de films, dont Exotic Love (1980), Caligula : la véritable histoire, Les Sept salopards (1982) ou Le Gladiateur du futur (1983).
- Avant de tourner Viol sous les tropiques, Laura Gemser et Mónica Zanchi avaient toutes deux joué dans Emanuelle et les collégiennes (1977).